# ميليسا غونزاليس (لاعبة هوكي الحقل)
ميليسا غونزاليس (بالإنجليزية: Melissa Gonzalez) هي لاعب هوكي الحقل أمريكية، ولدت في 24 يناير 1989 في Cortlandt, New York ‏ في الولايات المتحدة.

## وصلات خارجية
- ميليسا غونزاليس على موقع الاتحاد الدولي للهوكي (الإنجليزية)
- ميليسا غونزاليس على موقع اللجنة الأولمبية الدولية (الإنجليزية)
- ميليسا غونزاليس على موقع أوليمبيديا (الإنجليزية)
- ميليسا غونزاليس على موقع اللجنة الأولمبية والبارالمبية الأمريكية (الإنجليزية)